# ناصر الدين بغرا خان
ناصر الدين بغرا خان ((بالبنغالية: নাসিরউদ্দিন বুগরা খান)‏) كان حاكم البنغال (1281–1287) ولاحقا سلطان سلطنة لاخناوتي في البنغال (1287–1291). وكان ابن سلطان دلهي غياث الدين بلبن. في وقت سابق كان بغرا خان حاكما لسامانا (باتيالا) و سنام (سانغرور).

## التاريخ

### حاكم البنغال
بغرا خان ساعد والده السلطان غياث الدين بلبن، لسحق تمرد حاكم لخناوتي، طغرل طوغان خان
. ثم عُين بغرا حاكم البنغال. بعد وفاة شقيقه الأكبر الأمير محمد، وطلب منه أن يأخذ عرش دلهي من قبل السلطان غياث الدين. ولكن بغرا كان منشغل في حكم البنغال ورفض هذا العرض. سلطان غياث الدين بدلا رشح كايخسرو،  ابن الأمير محمد.

### سلطان البنغال المستقل
بعد وفاة غياث الدين في 1287، بغرا خان أعلن استقلال البنغال. نجم الدين
رئيس الوزراء قام بتعيين ابن ناصر الدين بغرا خان كيقباذ، سلطاناً لدلهي. ولكن حكم كيقباذ الغير كفؤ نشر الفوضى في دلهي. كيقباذ أصبح مجرد دمية في يد الوزير نجم الدين. ناصر الدين بغرا قرر إنهاء الفوضى في دلهي متقدما مع جيش ضخم نحو دلهي. في نفس الوقت، نجم الدين أجبر كيقباذ للمضي قدما مع الجيش ضخم لمواجهة والده. التقى الجمعان على ضفاف نهر ساريو. لكن الأب والابن توصلوا إلى تفاهم بدلاً من مواجهة معركة دموية. كيقباذ اعترف باستقلال ناصر الدين بغرا عن دلهي وأيضا إزالة نجم الدين من منصب الوزير. ناصر الدين بغرا عاد إلى لاخناوتي.

### التخلي عن السلطة
وفاة كيقباذ في عام 1289 صدمت بغرا خان. ترك قوة البنغال لابنه الآخر، ركن الدين كايكوس في 1291.
| سبقه طغرل طوغان خان | حاكم المماليك للبنغال 1281–1291 | تبعه ركن الدين كايكوس |